# Sahiwal
Sahiwal (panjabi ساہیوال) és una ciutat i municipi del Panjab (Pakistan) capital de la divisió de Sahiwal i del districte de Sahiwal. Està situada a 180 km de Lahore a la riba esquerra del Jhelum a uns 30 km al sud de Shahpur, i la població segons el cens del 1998 era de 207.388 habitants (sahiwalians) i un segle abans (1901) era de 6.602 habitants. Anteriorment fou part de la divisió de Multan.
A 25 km hi ha la ciutat d'Harappa, important centre arqueològic. El sistema de regadiu del Canal Bari Doab està centrat a Sahiwal.

## Història
La població fou fundada amb el nom de Sahiwal (de la tribu dels sahis que eren una subtribu dels jutts), segons la tradició, per Gul Bahlak, un dels ancestres dels caps balutxis que van governar la regió fins que foren enderrocats per Ranjit Singh al començament del segle xix. Era un petit poble de la línia fèrria Lahore-Karachi quan el 1865 s'hi va fundar una ciutat moderna que va agafar el nom de Montgomery en honor del llavors tinent governador del Panjab Sir Robert Montgomery i fou declarada nova capital del districte de Gugera reconvertit a districte de Montgomery. El 1867 es va formar la municipalitat. Va arribar a 8.880 habitants el 1881.
El 1966 Montgomery va recuperar el nom natiu de Sahiwal.

## Clima
El clima és extrem entre 52 graus a l'estiu i cinc graus sota zero a l'hivern. El sol és fèrtil i les pluges són un pro-mig de 2000 mm any.

## Agermanament
- Rochdale, ciutat del Gran Manchester, Anglaterra.